# Chabuata maja
Chabuata maja är en fjärilsart som beskrevs av Walker 1856. Chabuata maja ingår i släktet Chabuata och familjen nattflyn. Inga underarter finns listade i Catalogue of Life.